# Muzeum skla (Kamenický Šenov)
Budova Muzea skla v Kamenickém Šenově je reprezentativní, klasicistní objekt nacházející se v Libereckém kraji v okrese Česká Lípa v ulici Osvobození číslo popisné 69 v Kamenickém Šenově poblíž křižovatky ulic Kamenická a Osvobození.
Areál původně měšťanského (patricijského), později sklářského exportního domu z přelomu 18. a 19. století vlastnily v minulosti obchodní firmy se sklem. Mezi léty 1965 až 1968 prošla budova rozsáhlou rekonstrukcí a od roku 1968 je dále využívána jako sklářské muzeum, které se věnuje historii rytého a broušeného skla v Kamenickém Šenově i vývoji šenovského lustrařství. Stálá expozice skleněných exponátů, dokumentů, lustrů a svítidel byla vytvořena na základě sbírek Václava Jílka, produkce Vogelovy sklářské firmy a vídeňské pobočky firmy J. & L. Lobmeyr. Areál domu byl vzat pod státní památkovou ochranu od 19. května 2000.

## Historie

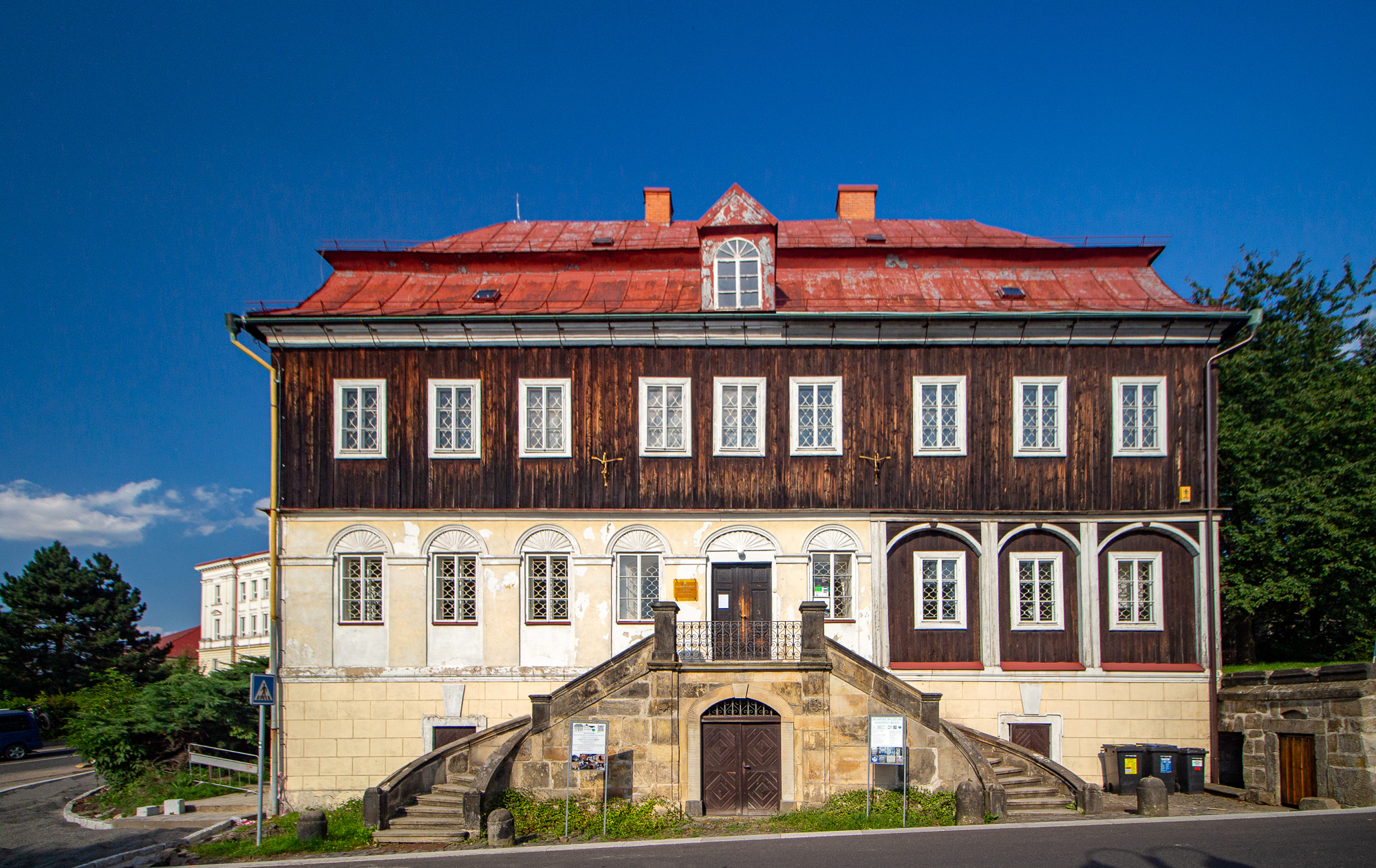
Budova muzea (červenec 2024)

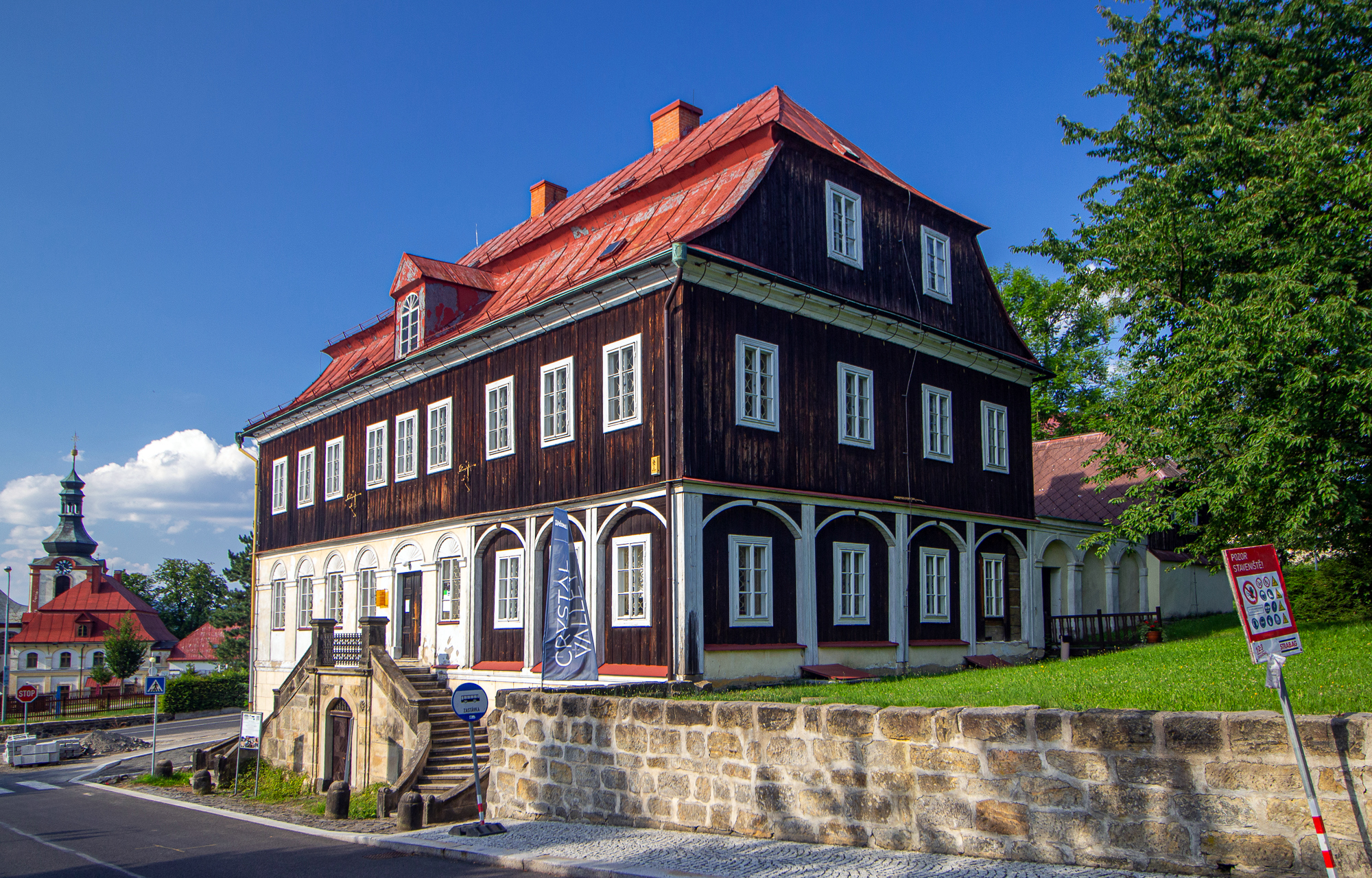
Budova muzea (červenec 2024)

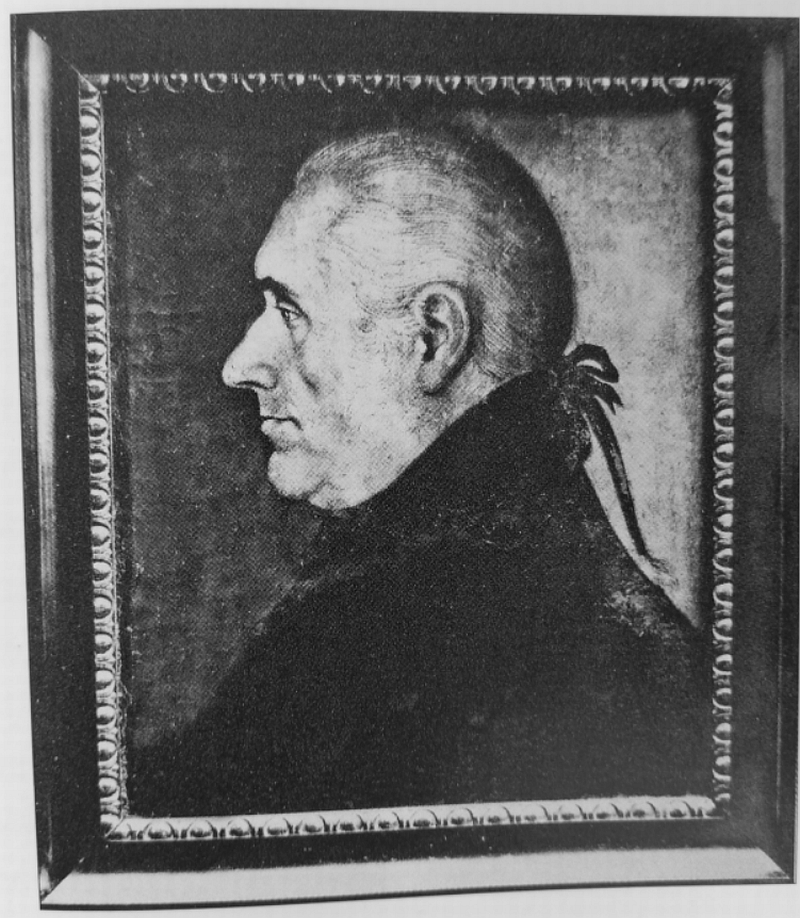
Johan Franz Vogel (* 1737 – 11. března 1815, Kamenický Šenov)

Vznik objekt č.p. 69 v Kamenickém Šenově v ulici Osvobození se datuje do přelomu 60. a 70. let 18. století. Jedná se o typický patricijský, klasicistní kamenný dům s dřevem obloženým patrem a s mansardovou střechou. V jižní části objektu je roubené přízemí s podstávkou. Od roku 1769 jej vlastnila rodina sklářského obchodníka Johanna Franze Vogela. Sklářští výrobci a obchodníci se sklem Josef Zahn a Franz Zahn byli majiteli tohoto objektu v letech 1850 až 1882. Po roce 1882 jej získala spořitelna v České Lípě, ale v posledním desetiletí 19. století zde bydlel rafinér skla Sylvestr Heinrich s rodinou. Během 19. století nějaký čas sloužil objekt také jako zájezdní hostinec a přípřežní (přepřahací) poštovní stanice. Tzv. sklářským domem se objekt stal od roku 1918, kdy přešel do vlastnictví pobočky vídeňské firmy J. & L. Lobmeyr. Ta zde vybudovala a provozovala rytecké a brusičské dílny. Objekt náležel pobočce firmy J. & L. Lobmeyr až do roku 1948. I po zestátnění v Československu po únoru 1948 tu pracovali umělečtí řemeslníci až do počátku 60. let 20. století, tedy do doby, kdy se původní atelier J. & L. Lobmeyr stal jedním z provozů skláren v Novém Boru. Poslední vlastník objektu n. p. Lustry převedl vlastnictví budovy na Městský národní výbor Kamenický Šenov po roce 1965, kdy byla budova zvolena jako nové sídlo pro šenovské muzeum skla. Poté prošel objekt důkladnou rekonstrukcí a od roku 1968 slouží jako Muzeum skla.